# 泽地灯台报春
泽地灯台报春（学名：Primula helodoxa）为报春花科报春花属下的一个种。

## 扩展阅读
- 維基物種上的相關：泽地灯台报春